# Brammer (Unternehmen)
Die Brammer GmbH war ein Unternehmen im Technischen Handel (Produktionsverbindungshandel) mit Produkten und Dienstleistungen für die Instandhaltung. Sie ist im Rubix-Konzern aufgegangen.

## Geschichte
Von der Unternehmensgruppe Freudenberg 1992 als Technischer Handel Freudenberg gegründet, schloss sich 2001 die THF GmbH & Co. KG mit dem Technischen Händler Brammer zusammen. Ab 2007 hieß das Unternehmen Brammer GmbH.
Der Rubix-Konzern wurde im Juni 2017 durch den Zusammenschluss zwischen IPH und Brammer plc. nach der Übernahme von Advent International gegründet. Die Rubix GmbH hat ihren Sitz in Plattling. Im Jahr 2018 wurde in Bergkamen das neue National Distribution Center von Brammer eröffnet, das allerdings 2022 nach Plattling verlegt wurde.

## Produkte
Wälzlager, Dichtungen, Riemen (Keilriemen, Zahnriemen, Förderbänder) & Scheiben, Ketten & Kettenräder, Kupplungen & Spannelemente, Getriebemotoren, Hydraulik, Pneumatik, Industrieschläuche, Lineartechnik, Chemische Wartung, DIN- und Normteile, Arbeitsschutz und Werkzeuge.
Das Unternehmen bot zudem produktbegleitende Dienstleistungen an.